# Wapen van paus Pius X

Wapen van paus Pius X.

Het wapen van Venetië. Hierin zijn de gevleugelde gouden leeuw en het boek terug te vinden.

Het wapen van Paus Pius X is het pauselijk wapen dat gedragen werd door de heilige paus Pius X.
Het wapen is halfgedeeld. Op het schildhoofd is een gevleugelde gouden leeuw afgebeeld als teken van Sint Marcus, patroonheilige van Venetië, waar Pius, voor zijn verkiezing tot paus patriarch was. Dit blijkt ook uit de woorden op het boek dat de leeuw vasthoudt: Pax tibi Marce Evangelista Meus (Vrede zij U, Marcus mijn Evangelist), wat de wapenspreuk is van Venetië. Het gebruik van de Venetiaanse Marcusleeuw in het pauselijk wapen zou later door paus Johannes XXIII en paus Johannes Paulus I (beiden patriarchen van Venetië voor hun uitverkiezing tot paus) worden overgenomen. 
Het schild toont het wapenstuk dat ook al voorkwam op het bisschoppelijk wapen van deze paus, dat hij koos nadat hij was verkozen tot bisschop van Mantua: een anker te midden van woelige baren. Het gebruik van een anker in de katholieke heraldiek gaat meestal terug tot een tekstpassage uit de Brief aan de Hebreeën (6, 19): De hoop is het veilige en vaste anker voor onze ziel. De ster verwijst naar Maria, Sterre der Zee.